# Application matérielle
 (7 mars 2018).

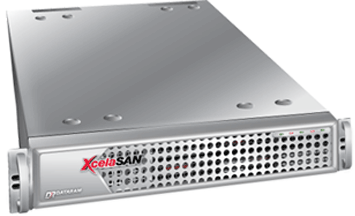
Une appliance XcelaSAN d'optimisation SAN.

Une application matérielle ou un serveur monofonctionnel au Québec (en anglais : computer appliance) par opposition à une application logicielle est un appareil informatique généralement discret, spécifiquement conçu pour exécuter un logiciel destiné à fournir une ressource informatique distincte.

## Étymologie
Le terme « appliance » est un anglicisme, qui correspond en réalité à "appareil", "équipement", associé la plupart du temps à un logiciel intégré ou fourni dans la même offre.

## Exemples d'utilisation
Quelques exemples d'appareils qui sont parfois abusivement appelé "Appliance" :
- Serveurs de stockage (SAN) : permet d'avoir une très grande souplesse d'allocation d'espace de données, de sauvegarde, de garantie de fonctionnement;
- Network appliances pour des appareils spécialisés dans le routage de données informatique sur un réseau.
- Anti Spam pour la gestion en masse de mail, et le tri sélectif avant distribution à l'utilisateur finale.
- Virtual machine permet la gestion massives de serveurs virtuels, appelé aussi hyperviseur, avec la possibilité de leurs allouer dynamiquement plus de mémoires, de processeurs ou d'espace disque.